# Luuk Koopmans
Luuk Koopmans (Oss, 18 novembre 1993) è un calciatore olandese, portiere del Fortuna Sittard.

## Statistiche

### Presenze e reti nei club
Statistiche aggiornate al 22 maggio 2017.
| Stagione        | Squadra         | Campionato      | Campionato | Campionato | Coppe nazionali | Coppe nazionali | Coppe nazionali | Coppe continentali | Coppe continentali | Coppe continentali | Altre coppe | Altre coppe | Altre coppe | Totale | Totale |
| Stagione        | Squadra         | Comp            | Pres       | Reti       | Comp            | Pres            | Reti            | Comp               | Pres               | Reti               | Comp        | Pres        | Reti        | Pres   | Reti   |
| --------------- | --------------- | --------------- | ---------- | ---------- | --------------- | --------------- | --------------- | ------------------ | ------------------ | ------------------ | ----------- | ----------- | ----------- | ------ | ------ |
| 2012-2013       | TOP Oss         | EE              | 17         | -40        | CO              | 1               | -2              |                    | -                  | -                  |             | -           | -           | 2      | 0      |
| 2013-2014       | TOP Oss         | EE              | 13         | -27        | CO              | 0               | 0               |                    | -                  | -                  |             | -           | -           | 15     | 0      |
| 2014-2015       | TOP Oss         | EE              | 27         | -43        | CO              | 1               | -3              |                    | -                  | -                  |             | -           | -           | 15     | 0      |
| Totale FC Oss   | Totale FC Oss   | Totale FC Oss   | 47         | -110       |                 | 2               | -5              |                    | -                  | -                  |             | -           | -           | 49     | -115   |
| 2015-2016       | Jong PSV        | EE              | 13         | -25        |                 | -               | -               |                    | -                  | -                  |             | -           | -           | 2      | 0      |
| 2016-2017       | Jong PSV        | EE              | 7          | -3         |                 | -               | -               |                    | -                  | -                  |             | -           | -           | 2      | 0      |
| Totale Jong PSV | Totale Jong PSV | Totale Jong PSV | 20         | -28        |                 | -               | -               |                    | -                  | -                  |             | -           | -           | 20     | -28    |
| Totale carriera | Totale carriera | Totale carriera | 67         | -138       |                 | 2               | -5              |                    | -                  | -                  |             | -           | -           | 69     | -143   |

## Palmarès
- Campionato olandese: 2

PSV: 2015-2016, 2017-2018
- Supercoppa dei Paesi Bassi: 2

PSV: 2015, 2016